# ظفر (فیلم)
ظفر فیلمی به کارگردانی و نویسندگی صابر رهبر محصول سال ۱۳۵۱ است.

## خلاصه داستان
فاطی (فروزان) از زادگاهش به تهران می‌رود…

## بازیگران
- رضا بیک ایمانوردی
- فروزان
- امیرفخرالدین شیرازی
- علی میری
- حبیب‌الله بلور
- مرسده کامیاب
- نریمان شیری فرد
- نادیا
- ابوالفضل میرزایی
- حامد
- نازلی
- سیامک اطلسی